# Blängsmossen
Blängsmossen este o arie protejată (arie specială de conservare — SAC, sit de importanță comunitară — SCI, arie de protecție specială avifaunistică — SPA) din Suedia întinsă pe o suprafață de 447,2 ha, integral pe uscat.

## Localizare
Centrul sitului Blängsmossen este situat la coordonatele 58°25′56″N 13°47′24″E / 58.4322°N 13.79°E.

## Înființare
Situl Blängsmossen a fost declarat sit de importanță comunitară în ianuarie 1998 pentru a proteja 7 specii de animale. Alte tipuri de protecție:
- arie de protecție specială avifaunistică (în ianuarie 1998)[3]
- arie specială de conservare (în martie 2011)[2][4][5]

## Biodiversitate
Situată în ecoregiunea boreală, aria protejată conține 4 habitate naturale: Taiga vestică, Mlaștini împădurite, Mlaștini turboase de tranziție și turbării mișcătoare, Turbării active.
La baza desemnării sitului se află mai multe specii protejate de  păsări (7): ciocănitoare neagră (Dryocopus martius), ciuvică (Glaucidium passerinum), cocor (Grus grus), ploier auriu (Pluvialis apricaria), cocoșul de mesteacăn (Tetrao tetrix tetrix),  cocoș de munte (Tetrao urogallus), fluierar de mlaștină (Tringa glareola)